# Armand Cure
Armand Arthur Cure (New Bedford, Massachusetts, 7 de agosto de 1919-Long Beach, California, 28 de noviembre de 2003) fue un jugador de baloncesto y fútbol americano estadounidense que disputó una temporada en la BAA, y otra más en la AAFC. Con 1,83 metros de estatura, jugaba en la posición de alero.

## Trayectoria deportiva

### Universidad
Jugó durante tres temporadas con los Rams de la Universidad de Rhode Island, siendo junto a Stan Stutz, Bob Shea, Earl Shannon, George Mearns y Ernie Calverley los primeros jugadores de dicha institución en llegar a jugar en la BAA o la NBA.

### Profesional
Tras cumplir el servicio militar durante la Segunda Guerra Mundial en Europa, ya con 27 años recibió la invitación para formar parte de los Providence Steamrollers de la recién creada BAA, con los que disputó 12 partidos, en los que promedió 0,8 puntos.

#### Estadísticas en la BAA

##### Temporada regular
| Temporada | Edad | Equipo                  | Liga | Pos. | P  | TIT | MIN | TC  | TCA | %TC  | 3P | 3PA | %3P | TL  | TLA | %TL  | R.OF. | R.DEF. | REB | ASIS | ROB | TAP | PER | FP  | PTS |
| 1946-47   | 27   | Providence Steamrollers | BAA  |      | 12 |     |     | 0.3 | 1.3 | .267 |    |     |     | 0.2 | 0.3 | .667 |       |        |     | 0.0  |     |     |     | 0.4 | 0.8 |
| Total     |      |                         | BAA  |      | 12 |     |     | 0.3 | 1.3 | .267 |    |     |     | 0.2 | 0.3 | .667 |       |        |     | 0.0  |     |     |     | 0.4 | 0.8 |

### Fútbol americano
Tras jugar de modo semiprofesional al fútbol americano, en 1947 ficha por Los Angeles Dons de la AAFC, equipo con el que no llega a debutar, siendo traspasado a los Baltimore Colts, con los que únicamente disputó un partido.